# Дуб-Оберіг
Дуб-Обері́г — ботанічна пам'ятка природи місцевого значення в Україні. Розташована на території Гостомельської селищної громади Бучанського району Київської області, у межах смт Гостомель, на вулиці Молодіжній.
Площа — 0,01 га, статус отриманий у 2020 році. Перебуває у віданні: Гостомельська селищна рада.
Унікальний екземпляр старовікового дуба, віком 400 років, з обхватом стовбура 5 м.

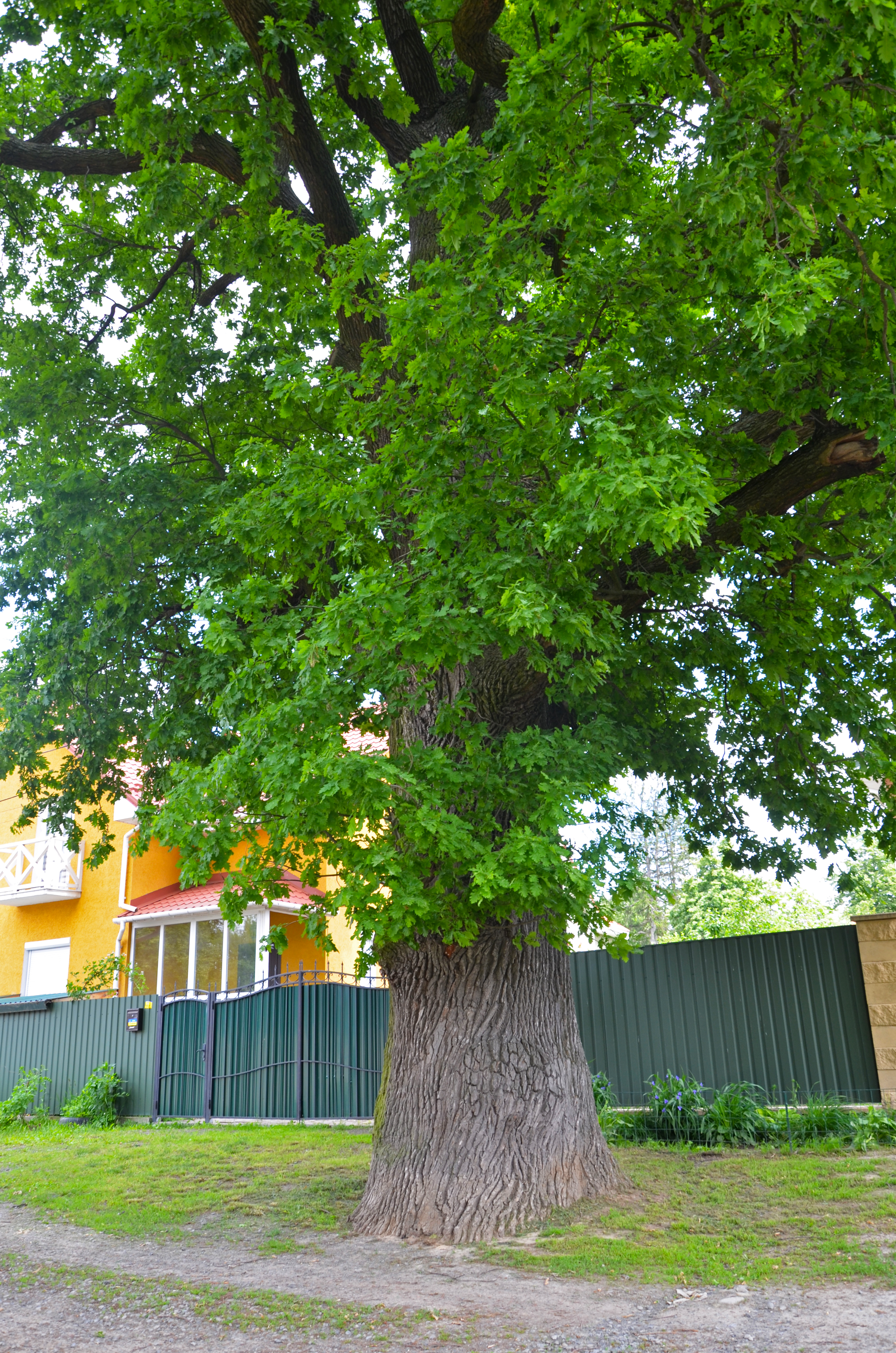
Дуб-Оберіг